# 결합 쌍극자 모멘트
결합 쌍극자 모멘트(bond dipole moment)는 화학에서 전기 쌍극자 모멘트의 개념을 사용해 분자 내 화학결합의 극성의 정도를 나타내는 척도이다. 분자의 이온성과 전기음성도차를 측정하는 데 유용하다. 화학에서 쓸 때는 간단히 쌍극자 모멘트(dipole moment)라 부르기도 한다.

## 정의
+q의 전하량을 가지는 양전하와 -q만큼 전하량을 가지는 음전하로 이루어진 간단한 계의 경우 결합 쌍극자모멘트 μ는 다음과 같이 정의한다.
{\displaystyle \mu =qd}
여기서 d는 두 전하 사이의 거리이다. 이는 전기 쌍극자모멘트에서와 같은 정의이다.
좀 더 화학적인 계를 생각해보자. 이원자 분자에서는 각 원자에 있는 전자 하나의 전하분율이 δ라고 하면 결합 쌍극자모멘트의 식에 나오는 전하량은 부분전하
{\displaystyle q=e\delta }
가 되고 결합 쌍극자모멘트는 다음과 같이 정의된다.
{\displaystyle \mu =e\delta d}
여기서 d는 결합의 결합길이, e는 전하의 전하량이다. 이러한 경우의 결합 쌍극자는 +eδ — eδ- 와 같이 생각할 수 있다.
결합 쌍극자(bond dipole)란 화학결합을 한 두 원자 사이에서 상대적으로 전기음성도가 더 큰 원자가 다른 원자의 전자를 끌어오는것에 의해 생기는 쌍극자를 말한다. 두 원자의 전기음성도 차가 커지면, 결합의 극성이 커지고, 결합 쌍극자모멘트 또한 커진다.
그리고, 결합 쌍극자 모멘트는 결합축에 평행한 음전하에서 양전하 방향을 가리키는 벡터로 생각할 수 있다.  (몇몇 화학자는 결합 쌍극자모멘트 벡터를 반대 방향, 즉, 양전하 방향에서 음전하 방향으로 그리기도 한다.  하지만, 이는 단지 규약의 차이일 뿐이므로 둘을 섞어쓰는 실수를 하지 않는다면 크게 문제가 되지 않는다.)
복잡한 분자의 총 결합 쌍극자모멘트는 각각 결합의 결합 쌍극자모멘트의 벡터합으로 근사할 수 있다. 결합 쌍극자모멘트가 알려지지 않은 분자의 경우 값을 구하기 위해 위 과정의 역과정을 이미 결합 쌍극자모멘트의 값이 알려진 분자에 대해 적용하기도 한다. 이를 통해, 여러 결합의 결합 쌍극자모멘트의 값을 구할 수 있고, 이를 다시 재조합 하면 모르는 분자의 결합 쌍극자모멘트의 값을 근사할 수 있기 때문이다.

## 단위
결합 쌍극자모멘트의 SI단위는 쿨롱-미터, C·m이다. 하지만 이 단위는 분자에서 사용하기엔 너무 크기 때문에 디바이(debye), D란 단위를 사용한다. D와 SI단위와의 관계는 다음과 같다.
{\displaystyle 1\;\mathrm {D} =3.336\times 10^{-30}\;\mathrm {C\cdot m} }
보통 간단한 이원자 분자의 경우, 결합 쌍극자모멘트의 크기는 0에서 11D 정도까지 나온다. 극한적인 예로, 대칭적인 분자인 염소, Cl2의 경우 쌍극자모멘트가 없고, 기체상의 브롬화 칼륨, KBr은 강한 이온성 분자로 10.5D나 되는 결합 쌍극자모멘트를 가진다.

## 결합 쌍극자모멘트를 이용한 결합의 이온성 측정
결합의 이온성은 다음과 같이 측정할 수 있다. 이온결합의 경우, 각 전하가 원자에 최대한 분배된 경우, 즉 δ = 1인 경우로 근사할 수 있다. 따라서 결합길이 d에 전하량 q를 곱한값 μion
{\displaystyle \mu _{\mathrm {ion} }=qd}
와 전기적 방법이나 분광학적 방법을 통해 측정된 실제 쌍극자 모멘트의 값 μexp을 비교함으로써 결합의 이온성 I를 측정할 수 있다.
{\displaystyle I={\mu _{\mathrm {exp} } \over \mu _{\mathrm {ion} }}}
I의 값이 1에 가까울수록 결합은 이온결합에 가깝고, 0에 가까울수록 결합은 비극성 공유결합에 가깝다.

## 같이 보기
- 극성
- 전기 쌍극자모멘트
- 전기 음성도